# Frans Andriessen
Pour les articles homonymes, voir Andriessen (homonymie).
Franciscus Henricus Johannes Joseph Andriessen, dit Frans Andriessen, né le 2 avril 1929 à Utrecht et mort le 22 mars 2019, est un juriste et homme politique néerlandais, commissaire européen aux relations extérieures de 1989 à 1993.

## Biographie
En 1967, Frans Andriessen fut élu pour la première fois à la Chambre des représentants pour la Katholieke Volkspartij (KVP). De 1971 à 1977, il dirigea le KVP. En 1977, le KVP a fusionné avec deux partis protestants pour former le Christen-Democratisch Appel (CDA). Pour le CDA, il a été ministre des Finances (1977-1980) et commissaire européen à la concurrence (1981-1985), à l'agriculture (1985-1989) et aux Relations extérieures et du Commerce (1989-1993). Il est l’un des rares hommes politiques à avoir exercé trois mandats consécutifs en tant que commissaire européen.